# 石川勇希
石川 勇希（いしかわ ゆうき、1995年11月9日 - ）は、日本のプロレスラー。北海道函館市出身。大日本プロレス所属。身長170cm、体重85kg。

## 経歴
2017年、大日本プロレスに入門。2018年3月26日、新木場1stRING大会でデビュー（vs 吉野達彦）。
2019年8月、デスマッチ戦線への参入を表明し、佐久田俊行とのタッグで最侠タッグリーグのデスマッチブロックにエントリー。9月1日に仙台PITで行われたリーグ初戦の高橋匡哉・植木嵩行戦でデスマッチデビューを果たした。

## 得意技
- ドロップキック
- ミサイルキック[1]
- ブルーサンダーボム
- ノーザンライトボム
- ダイビングフットスタンプ
- ラザロ・エフェクト

　相手の片腕を取って雁之助クラッチのように自らの体に巻き付け、相手の脚を狩りながら自らも空中で1回転しマットに叩きつけてそのままフォールを奪いにいく。円華の"ランヒェイ"と同型。名前の由来はホラー映画"ラザロ・エフェクト"から。

## タイトル歴
大日本プロレス
- 第48代BJW認定デスマッチヘビー級王座

## 人物
- デスマッチへの思いを秘め大日本プロレスへ入団